# Суперкубок Італії з волейболу серед жінок 2001
6-й розіграш Суперкубка Італії з волейболу серед жіночих команд відбувся 20-21 жовтня 2001 року у Віченці. За трофей боролися чотири команди. Перемогу в турнірі здобули господарі турніру — клуб «Віченца».

## Учасники
| Команда                   | Місто          | Досягнення                                    |
| ------------------------- | -------------- | --------------------------------------------- |
| «Радіо 105 Фоппапедретті» | Бергамо        | Фіналіст чемпіонату Італії в сезоні 2000-2001 |
| «Капо Суд»                | Реджо-Калабрія | Володар кубка Італії в сезоні 2000-2001       |
| «Едісон»                  | Модена         | Третє місце у кубку Італії сезону 2000-2001   |
| «Мінетті Венето Банка»    | Віченца        | Переможець відбіркового турніру до Кубка ЄКВ  |

## Півфінал
| Дата       | Час |                                     | Рахунок |                             | Сет 1 | Сет 2 | Сет 3 | Сет 4 | Сет 5 | Всього | Звіт  |
| ---------- | --- | ----------------------------------- | ------- | --------------------------- | ----- | ----- | ----- | ----- | ----- | ------ | ----- |
| 20.10.2001 |     | «Мінетті Венето Банка» (Віченца)    | 3–1     | «Капо Суд» (Реджо-Калабрія) | 25–19 | 25–11 | 18–25 | 25–19 |       | 93–74  | [ 1 ] |
| 20.10.2001 |     | «Радіо 105 Фоппапедретті» (Бергамо) | 3–1     | «Едісон» (Модена)           | 25–17 | 13–25 | 25–15 | 25–19 |       | 88–76  | [ 2 ] |

## За 3-тє місце
| Дата       | Час |                             | Рахунок |                   | Сет 1 | Сет 2 | Сет 3 | Сет 4 | Сет 5 | Всього | Звіт  |
| ---------- | --- | --------------------------- | ------- | ----------------- | ----- | ----- | ----- | ----- | ----- | ------ | ----- |
| 21.10.2001 |     | «Капо Суд» (Реджо-Калабрія) | 3–2     | «Едісон» (Модена) | 25–20 | 25–18 | 19–25 | 15–25 | 15–11 | 99–99  | [ 3 ] |

## Фінал
| Дата       | Час |                                  | Рахунок |                                     | Сет 1 | Сет 2 | Сет 3 | Сет 4 | Сет 5 | Всього | Звіт  |
| ---------- | --- | -------------------------------- | ------- | ----------------------------------- | ----- | ----- | ----- | ----- | ----- | ------ | ----- |
| 21.10.2001 |     | «Мінетті Венето Банка» (Віченца) | 3–1     | «Радіо 105 Фоппапедретті» (Бергамо) | 23–25 | 25–20 | 25–23 | 25–19 |       | 98–87  | [ 4 ] |

| 5                 | Паола Паджі              | 3  |
| 3                 | Фрауке Дірікс            | 6  |
| 9                 | Малгожата Глінка         | 18 |
| 18                | Майя Поляк               | 7  |
| 10                | Еліза Тогут              | 23 |
| 11                | Дарина Міфкова           | 16 |
| 15                | Валентина Фіорін         |    |
| 7                 | Консуело Манджіфеста (л) |    |
| Резерв:           |                          |    |
| 1                 | Робін А Мо-Сантос        |    |
| 4                 | Іскра Міялич             |    |
| Головний тренер:  |                          |    |
| Джованні Гвідетті |                          |    |

| 7                  | Мауріція Каччаторі  | 2  |
| 3                  | Анна Ваня Мелло     | 18 |
| 6                  | Кармен Цурля        | 15 |
| 12                 | Франческа Піччініні | 7  |
| 9                  | Марцела Річелова    | 10 |
| 1                  | Прайкеба Фіппс      | 15 |
| 2                  | Драгана Марінкович  |    |
| 5                  | Магдалена Слива     |    |
| Резерв:            |                     |    |
| 4                  | Джорджія Балделлі   |    |
| 10                 | Сілвія Гіслені      |    |
| Головний тренер:   |                     |    |
| Джузеппе Куччаріні |                     |    |

## Індивідуальні нагороди
| Нагорода                        | Волейболістка     | Команда                             |
| ------------------------------- | ----------------- | ----------------------------------- |
| Найкращий гравець турніру       | Еліза Тогут       | «Мінетті Венето Банка» (Віченца)    |
| Найкращий зв'язуючий            | Ірина Жукова      | «Капо Суд» (Реджо-Калабрія)         |
| Найкращий догравальник          | Прайкеба Фіппс    | «Радіо 105 Фоппапедретті» (Бергамо) |
| Найкращий центральний блокуючий | Анна Ваня Мелло   | «Радіо 105 Фоппапедретті» (Бергамо) |
| Найкращий ліберо                | Ері Хонма         | «Едісон» (Модена)                   |
| Найкращий тренер                | Джованні Гвідетті | «Мінетті Венето Банка» (Віченца)    |